# Ladro d'amore
Ladro d'amore (His Glorious Night) è un film sentimentale del 1929 diretto da Lionel Barrymore e interpretato da John Gilbert. Rappresenta uno dei primi film sonori della storia.
Esso è un adattamento cinematografico della commedia teatrale Olympia di Ferenc Molnár, rappresentata per la prima volta a Budapest nel marzo 1928.
Il film rappresentò anche il rapido declino della carriera di John Gilbert, scopertosi con una voce "poco adatta al suono" per l'epoca.

## Trama
La principessa Orsolini, sebbene fidanzata (in realtà contro la sua volontà) con un uomo ricco e molto più anziano di lei, è comprensibilmente innamorata del capitano Kovacs, un ufficiale di cavalleria giovane e bello che ella incontra segretamente la notte. Sua madre Eugenie, al corrente della relazione, costringe la ragazza a scaricare malamente Kovacs e prendere parte al matrimonio combinato.
Pur non credendo ovviamente alle sue stesse parole, Orsolini dice a malincuore a Kovacs che non potrà mai innamorarsi di un uomo del suo ceto sociale (infatti Kovacs è figlio di una contadina, che però si dimostra assai più nobile della regina Eugenie).
Il ragazzo, sentendosi profondamente ferito, decide di vendicarsi e cede al ricatto, diffondendo per il regno la voce che è tutta la famiglia reale è falsa e truffatrice. La regina teme uno scandalo, così invia dei valletti nell'umile appartamento di Kovacs, per recuperare qualsiasi prova della relazione tra lui e la figlia, comprese le lettere d'amore.
Alla fine, Kovacs accetta di tacere sulle frodi della famiglia, ma in cambio la ragazza esige la benedizione della madre: così il vero amore finalmente trionfa, e la principessa non deve più sottoporsi ai rigidi "protocolli" che la sua società impone alle ragazze.

## Produzione

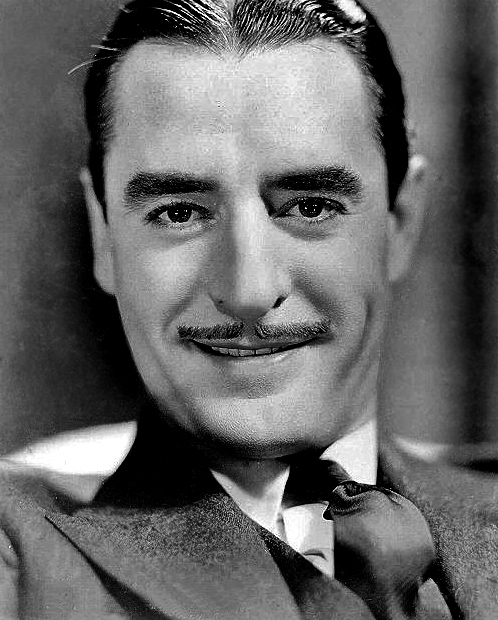
Il protagonista John Gilbert nel periodo dell'anteprima del film

Sebbene questa fosse la prima pellicola sonorizzata di Gilbert ad essere distribuita, non era stata però il suo primo film dialogato: infatti, Redemption, pur girato prima, fu messo in circolazione solo nell'aprile del 1930 (sei mesi dopo la prima di Ladro d'amore) e datato fittiziamente.

## Distribuzione
Prodotto e distribuito dalla MGM, il film uscì nelle sale cinematografiche statunitensi il 28 settembre 1929.
Il copyright del film, richiesto dalla Metro-Goldwyn-Mayer Distributing Corp., venne registrato il 4 novembre 1929 con il numero LP839.

## Accoglienza

### Critica
L'opinione che la performance vocale del protagonista John Gilbert fosse così terribile da suscitare risate in tutto il pubblico è stata a lungo un articolo di fede della storia del cinema.
È opinione consolidata che questa leggenda abbia poi ispirato il fittizio amore proibito dai genitori, elemento centrale nel musical Cantando sotto la pioggia (1952).
Tuttavia, mentre le recensioni del film risultarono generalmente tiepide, lo stesso John Gilbert ricevette buoni riscontri, soprattutto sulla sua voce, giudicata "perfettamente adeguata", anche se in qualche modo studiata nel tono.
Infatti sul numero del 21 ottobre dello stesso anno, il Chicago Tribune ebbe come titolo della testata "John Gilbert fa il suo grande debutto nel sonoro!" (in lingua originale "John Gilbert Makes a Big Hit in First Talkie!"), accompagnato dalla recensione del film da parte del giornale: "Il signor Gilbert è un po' impostato nella voce e forse troppo vivace nelle prime scene, ma si rimette in forma quasi subito e, voilà, come al solito è perfetto per il resto del film!".
Sempre per la questione della voce, il Chicago Tribune concluse l'articolo con ironia, scrivendo: "Tranquilli, la voce del signor Gilbert è fatta per incantare tutti i suoi ascoltatori!".
Il Los Angeles Times, nella sua recensione del film, lodò lo stile recitativo dell'attore, non evidenziando particolari difetti nella sua voce: "Gilbert non ha ancora raggiunto la perfetta intonazione per il microfono ma, a parte certe battute in cui il tono risulta un po' troppo alto, la sua timbrica è chiara e fine".

Anche il New York Times, il 5 ottobre 1929, approvò sia la voce che la performance di John Gilbert:
La responsabilità del Signor Gilbert non sta nelle sue battute, ma nella sua performance: fermarsi a giudicare solo sua voce è a dir poco riduttivo! La sua voce è gradevole, anche se non molto ricca di sfaccettature. La sua prestazione è buona, ma diverrebbe anche migliore se lui fosse un po' più sveglio.
Tuttavia, il giornale criticò la trama "piatta" e i dialoghi "ripetitivi", scrivendo:
È ovvio che il regista abbia scelto il signor "fidanzatino d'America" Gilbert (anche ora che si sta cimentando in scene sentimentali) soltanto per incollare il pubblico allo schermo, anxche perché qui non fa altro che ripetere costantemente "Ti amo" alla Principessa Orsolini mentre i due si baciano.
Questo modello di scene d'amore, tipica del cinema muto, venne criticato da molti critici.